# Кошачье фортепиано
Коша́чье фортепиа́но (нем. Katzenklavier) — вымышленный музыкальный инструмент, разновидность фортепиано, в котором вместо струн используются живые коты, чьи хвосты протянуты под клавишами так, что при нажатии они кричат от боли (каждый в своей тональности).

## История

### Первое использование
Официальные сведения о том, что кошачье фортепиано когда-либо создавалось, отсутствуют. Данный инструмент описывается в литературе как гротескная идея. Инструмент упоминается в книге Шарля де Костера «Легенда о Тиле Уленшпигеле» (1867) как «забава» Филиппа II (гл. LII — письмо Филиппа императору Карлу, гл. XLI), затем — в сочинении французского писателя Жана-Батиста Векерлена (1821—1910) Musiciana, extraits d’ouvrages rare ou bizarre («Музициана, отрывки из сочинения о редких или странных изобретениях») (1887), где он критикует жестокость аристократии (там же при критике бедняков упоминается аналогичный инструмент «пиганино», в котором используются свиньи):

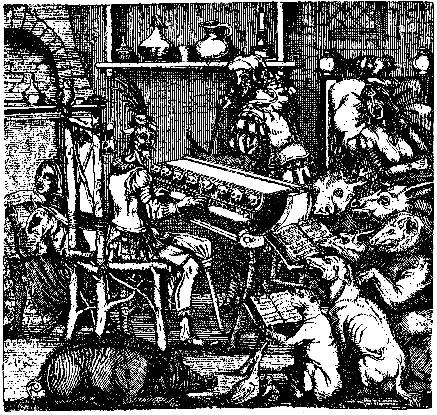
из Ж.-Б. Векерлена

Когда король Испании Филипп II посещал своего отца императора Карла V в Брюсселе в 1549 году, оба видели ликование друг друга при виде совершенно необычайной процессии. Во главе её маршировал огромный бык с пылающими рогами. За быком юноша, зашитый в шкуру медведя ехал на лошади с отрезанными ушами и хвостом. За ними следовал архангел Михаил в яркой одежде, державший в руках весы.
Самой любопытной была повозка, которая играла наиболее странную музыку, которую только можно представить. В ней был медведь, который играл на органе; вместо труб, было 16 (по другим данным — 20) кошачьих голов, каждая была связана с его корпусом, хвосты торчали наружу и были проведены, как струны пианино — если нажимали клавишу на клавиатуре, соответствующий хвост сильно дёргали, и кот каждый раз жалостливо мяукал. Историк Хуан Кристобаль Кальвете де Эстрелья отмечал, что кошки были организованы надлежащим образом, правопреемственно по октавам.

 … 

Этот ужасный оркестр разместился в театре, где обезьяны, волки, олени и другие животные танцевали под звуки этой адской музыки.— 

### Конструкция Атанасиуса Кирхера. Другие упоминания

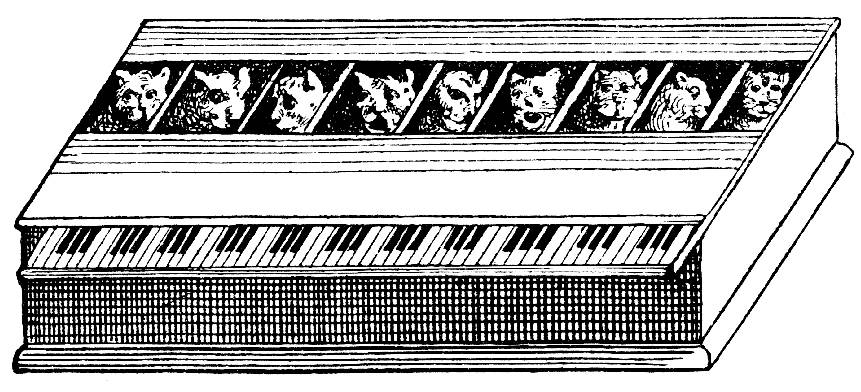
Инструмент конструкции Атанасиуса Кирхера

Этот же инструмент, возможно, собственной независимой конструкции описал А. Кирхер. Согласно некоторым источникам, идея его создания могла быть основана на более ранних упоминаниях. Первоначально это «фортепиано», вероятно, было только сатирой, и вряд ли оно когда-либо существовало на самом деле, хотя, по другим источникам, автор использовал его для лечения некоего принца. Известно, что его труды, несмотря на огромный ум, не отличались большой критичностью к происходящему. К слову, если Веккерлин называл его «органом», инструмент Кирхера стоило бы называть «клавикорд», потому что, во-первых, собственно фортепиано ещё к тому времени не придумали, а, во-вторых, он ближе к клавикорду по конструкции. Также примечательно, что к нам описание его инструмента дошло не в его сочинении «Всеобщее музыкальное дело» (лат. «Musurgia universalis») (1650), что было бы логично и как думают многие, а в труде (1657) его ученика Г. Скотта.
Из других крупных учёных того времени его описывал Михаэль Валентини.
Также известно о ландграфе Карле Гессен-Кассельском, что он изобрёл сходный прибор. Четырнадцать кошек разных возрастов и различных размеров заперли в коробку, чтобы каждый сидел отдельно с высунутым хвостом.
Ж.-Б. Векерлен утверждал, что их использовали в 1753 году в Сен-Жермен-ан-Ле и 1773 году в Праге.

## Устройство
Кошачье фортепиано, описанное А. Кирхером, состоит из цепи (7—9) кошек, зафиксированных вместе, а их хвосты вытянуты под клавиатуру. Коты с разным по высоте тона мяуканьем помещались в специально созданные для этого клетки-ячейки. Хвосты были привязаны под клавишами, в результате чего животные выли от боли при нажатии на них. Рычаг либо имел небольшое остриё на конце, либо тянул кота за хвост.

## Медицинское воздействие
Впервые медицинское употребление инструмента предложил вышеупомянутый Кирхер для лечения меланхолии (в современной МКБ-10 — депрессия) у некого итальянского принца, чьё имя не сохранилось, что был в очень напряжённом состоянии. По описанию современного учёного Томаса Хонкинса (1994), это происходило так:

Чтобы поднять дух итальянского принца, обременённый заботами его положения, музыкант соорудил для него кошачье фортепиано. Музыкант выбрал котов, чьи природные голоса были разных тонов… Что же ещё могло помочь, как не смех от такой музыки? — и так разбудили принца от меланхолии.

Инструмент также был описан немецким врачом И. Х. Рейлем, что хотел его использовать с целью лечения больных на «постоянную задумчивость», которые потеряли способность сконцентрировать своё внимание. Он считал, что если они будут вынуждены на него смотреть и слушать его, это неизбежно привлечёт внимание и они будут вылечены. Пациенты были бы вынуждены сидеть лицом к фортепиано и смотреть только на него. Однако на практике ни разу инструмент Рейль так и не использовал.
Несмотря на это, сама его идея очень показательна. Во-первых, он ознаменовывал кардинальное изменение отношения к психически больным. Вместо прежнего издевательства и жестокости наступала эпоха примитивной, но психотерапии. Во-вторых, здесь видно и другую тенденцию. В Германии начали открываться заведения, подобные психиатрической больнице Зонненштейн. Так началась активное лечение психозов, о котором мечтал Рейль.

## Оценки
О подобных явлениях того времени один из влиятельнейших психиатров Г. Ф. А. Дамеров пишет:

Механические способы не лишены большого исторического интереса, так как, несомненно, нужно было проделать этот опыт чисто физического воздействия на явления помешательства. Но теперь даже сторонники как будто стали равнодушны к таким мерам. Разумеется, со временем всё это будет заменено чем-то лучшим и, быть может, по прошествии столетий наши аппараты будут демонстрироваться в музеях и вызывать удивление у будущих поколений.

## Отражение в современной культуре
Кошачье фортепиано упоминается в романе Шарля де Костера «Легенда о Тиле Уленшпигеле и Ламме Гудзаке, их приключениях — забавных, отважных и достославных во Фландрии и иных странах» (1867). На нём играл испанский король Филипп II.
В скетче комик-труппы «Монти Пайтон» «Musical Mice» (эпизод «Sex & Violence», 1969) показан музыкальный инструмент «мышиный орга́н»: в разделённую на секции коробку помещены белые мыши, которые пищат в различной тональности; изобретатель инструмента Артур Йюинг бил по мышам киянками и извлекал мелодию. Позже этот скетч фигурировал в фильме «А теперь нечто совсем другое» (1971).
В 105-м эпизоде «the Muppet Show» (1976) персонаж Марвин Саггз впервые демонстрирует публике музыкальный инструмент «muppaphone», рабочую часть которого составляют розовые и оранжевые живые меховые шарики. Саггз бил по ним киянками, извлекая мелодию популярной песни «Lady of Spain». Маппафон позже фигурировал в нескольких эпизодах шоу.
В художественном фильме «Приключения барона Мюнхгаузена» (1988) режиссёра Терри Гиллиама (также бывшего участника труппы «Монти Пайтон») турецкий султан демонстрирует барону Мюнгхаузену игру на музыкальном инструменте, представляющем собой клетку с запертыми в ней пленниками; во время игры различные инструменты пыток причиняли узникам боль и те кричали, вторя мелодии.
В художественном фильме «Распутник» (2000) режиссёра Габриэля Агийона один из героев демонстрирует публике свиной орган (в других вариантах перевода «свинячий орган» или «свинопьяно»).
В 2009 году студия The People’s Republic Of Animation выпустила короткометражный анимационный фильм «Кошачье фортепиано» (The Cat Piano). События фильма происходят в вымышленном городе, населённом антропоморфными кошками, в котором неожиданно начинают пропадать музыканты. Виновником оказывается некий человек, решивший сделать кошачье фортепиано. Фильм был удостоен нескольких кинонаград, а также вошёл в шортлист кинопремии «Оскар».